# Mabel Causarano
Mabel Causarano (Asunción, Paraguay 1943) es arquitecta y exfuncionaria pública. En 2013 fue designada Ministra  Nacional de Cultura por el presidente de la República del Paraguay, Horacio Cartes.

## Carrera
Mabel Causarano es doctora en Arquitectura y Urbanista por Universidad de Roma "La Sapienza" (antes conocida como Universitá degli Studi di Roma), de Italia. Docente e Investigadora de la Facultad de Ciencias y Tecnología de la Universidad Católica "Nuestra Señora de la Asunción". Es miembro de número de la Academia Paraguaya de la Historia y de la Sociedad Científica del Paraguay; miembro correspondiente de la Real Academia de la Historia de España y de la Junta de Estudios Históricos de La Recoleta, de Buenos Aires, Argentina.

## Publicaciones
Es autora de varias publicaciones, entre las que figuran Encuentro con la ciudad escondida, en coautoría con Juan José Bosio, Beatriz González de Bosio y Antonio Spiridonoff (2012); Cambios en el carácter público y la centralidad del Centro Histórico de Asunción (2011); La gobernabilidad de los sistemas metropolitanos. Una propuesta de indicadores (2010); El trazado en damero en el urbanismo colonial hispanoamericano (2008); Dinámicas metropolitanas en Asunción, Ciudad del Este y Encarnación (2006); Aproximación a un proyecto del ambiente, La Chacarita, en coautoría con Beatriz Chase y Juan José Bosio (1989), y Asunción. Análisis histórico-ambiental de su imagen urbana, en coautoría con Beatriz Chase (1987).